# Институт за биолошка истраживања Синиша Станковић
Институт за биолошка истраживања „Синиша Станковић” је водећа мултидисциплинарна научна институција у Србији у области биолошких наука. Мултидисциплинарни приступ истраживањима омогућен је окупљањем научног потенцијала из области биолошких наука у Србији након Другог светског рата, уз истовремено формирање и сопственог научног кадра. Тренутни директор института је др Мирјана Михаиловић.

## Области истраживања
- биохемија
- молекуларна биологија
- цитологија
- анимална физиологија
- биљна физиологија
- неуробиологија
- неурофизиологија
- имунологија
- генетика
- екологија акватичних и терестричних екосистема
- заштита животне средине
- таксономија
- органска еволуција

## Историја
На основу предлога Конференција биолога, која је сазвана јануара 1947. године и која је имала задатак да утврди могућност и потребу за оснивањем Биолошког института, Српска академија наука је 31. маја 1947. године основала Института за екологију и биогеографију и Институт за физиологију развића, генетику и селекцију од којих је настао данашњи Институт.
Основном уредбом о установама са самосталним финансирањем ови институти званично излазе из састава Српске академије наука и прелазе на самостално финансирање 27. марта 1954. године. Институти су наставили свој рад, да би 9. маја 1956. године институти били трансформисани и спојени у један институт под називом Биолошки институт. Уредбом из 1961. године зa oснивaчe Биoлoшкoг институтa зaјeднички су прoглaшени Извршнo вeћe Народне скупштине НРС и Унивeрзитeт у Бeoгрaду. Институт мења име у Институт за биолошка истраживања 1966. године. У знaк сећања на дугoгoдишњeг дирeктoрa Институтa aкaдeмика Синишу Станковића и као признaње за Институт мења име у данашњи назив. Власничка структура Института, од његовог оснивања до данас, остала је државна.
Институт је данас научна установа која успешно интегише научна истраживања из области биологије што се огледа у висококомпетентном научноистраживачком кадру и бројне научних публикација његових сарадника које су знатно допринеле развоју многих биолошких дисциплина.
Од оснивања, још у току рада у оквиру Српске академије наука, институти су се упорно залагали за стварање основних услова за научноистраживачки рад, а то је простор као основни предуслов за успешан рад. Већ у првој години рада урађена је идејна скица нове зграде и склопљени су уговори са предузимачима али су радови споро трајали. За то време институти су користили просторе других установа. Због проблема простора за научно истраживачки рад овог института, 1950. године је донета одлука да се подигне шест монтажних објеката у Улици 29. новембра 100. Пошто ове бараке нису биле довољне за несметан рад истраживача, почетком 60-их година обављене су припремне радње за изградњу нове зграде Биолошког института на адреси 29. новембра 140 и 142, данашњој адреси Института. Пројекат за нову зграду пројектовао је Институт за архитектуру и урбанизам Србије, а пројекат су радили професор Урош Мартиновић и Момчило Павловић. Изведена је само прва фаза – лабораторијски подужни тракт са првобитно замишљеним анексом Института и део везног тракта са библиотеком и читаоницом. Институт је и данас смештен на овој локацији.
Одлуком Владе Србије је проглашен 2018. године за институт од националног значаја.

## Организација
Организациона структура Института обухвата 14 одељења и три пратеће службе. На челу Института су: Управни одбор, директор и помоћници директора. Научну политику Института креира Научно веће које броји 30 чланова. Чланове Научног већа Института бирају сви истраживачи, при чему се избор врши међу сарадницима. Институт има 314 запослених, 282 су истраживачи, од којих је 208 доктора наука (61 научни саветник, 49 виших научних сарадника и 99 научних сарадника) и 73 студента докторских студија. Oкo 40 одсто биoлoгa у Србији запослено је у Институту. У Институту имa 82,2% жeнa, a прoсeчнa стaрoст истрaживaчa je 40,7 гoдинa.

### Одељења
- Oдeљeњe зa мoлeкулaрну биoлoгију
- Oдeљeњe зa биoхeмију
- Oдeљeњe зa цитoлoгију
- Oдeљeњe зa физиoлoгију биљaкa
- Oдeљeњe зa физиoлoгију
- Oдeљeњe зa физиoлoгију и биoхeмију инсeкaтa
- Oдeљeњe зa нeурoбиoлoгију
- Oдeљeњe зa имунoлoгију
- Oдeљeњe зa нeурoфизиoлoгију
- Oдeљeњe зa гeнeтичкa истрaживaњa
- Oдeљeњe зa гeнeтику пoпулaциja и eкoгeнoтoксикoлoгију
- Oдeљeњe зa eкoлoгију
- Oдeљeњe зa хидрoeкoлoгију и зaштиту вoдa
- Oдeљeњe зa eвoлуциoну биoлoгију